# Simón el « Escurridizo »
Simón el « Escurridizo » est une bande dessinée espagnole illustrée par Francisco Ibáñez, appartenant à la franchise Mortadel et Filémon, éditée en 1986.

## Synopsis
Le délinquant Simón el « Escurridizo » a juré de se venger des trois personnes qui l'ont mis en prison : Mortadel, Filémon et le Super. Il vient d'être libéré de prison.

## Édition
La bande dessinée est publiée en 1986 dans les nos 264 à 270 de la revue Mortadelo. Le scénario de la bande dessinée est d'Armando Matías Guiu, et le dessinateur est Miguel Fernández Martínez, par l'intermédiaire de l'agence Comicup.